# Kruszyna (województwo śląskie)
Kruszyna – wieś w Polsce, położona w województwie śląskim, w powiecie częstochowskim, w gminie Kruszyna. Leży w dorzeczu niewielkiej rzeczki Kocinki i Warty, 18 km od Radomska, na pograniczu Niecki Włoszczowskiej.
W latach 1954–1972 wieś należała i była siedzibą władz gromady Kruszyna. W latach 1975–1998 miejscowość administracyjnie należała do województwa częstochowskiego.
Miejscowość jest siedzibą gminy Kruszyna.

## Integralne części wsi
| SIMC    | Nazwa    | Rodzaj    |
| ------- | -------- | --------- |
| 0136828 | Krzaczki | część wsi |
| 0136834 | Sadzawki | część wsi |

## Historia miejscowości
Kruszyna jest jedną z najstarszych miejscowości regionu, wymieniana w źródłach w 1337 r. jako parafia, mająca własny kościół. Z tego roku pochodzi akt darowizny, w którym Lutold Wierusz występuje jako m.in. właściciel Kruszyny. W 1520 r. wieś należała do hetmańskiej rodziny Koniecpolskich, a ściśle do Zygmunta Koniecpolskiego, starosty przemyskiego. Potem Kruszynę otrzymała jako wiano Aleksandra Koniecpolska i jej mąż Kacper Denhoff, uznany polityk za króla Zygmunta III, wojewoda sieradzki, przybyły z Estonii w ucieczce przed Szwedami. W 1616 r. Denhoff otrzymał od Rzeczypospolitej dwa bardzo intratne starostwa – wieluńskie i radomszczańskie. Na jego zlecenie znakomity włoski architekt, Tomasz Poncino w 1630 r. przystąpił do budowy renesansowego pałacu, w którym 3 lata później odbyło się wesele jego córki z podkanclerzym koronnym Bogusławem Leszczyńskim. Czasy, gdy Kruszyna należała do Denhoffów, to okres jej największej świetności. Po Denhoffach Kruszyna należała kolejno do Butlerów, Potockich, Walewskich, hrabiny von Schoenaich, Chruckich, Martinich, Podczackich i Lubomirskich. 
4 września 1939 oddział Wehrmachtu po zajęciu wsi dokonał zbrodni mordując 37 mieszkańców.

## Podanie o Kasprze Denhoffie
Legenda o Kasprze Denhoffie mówi, że podczas łowów zorganizowanych przez hetmana Koniecpolskiego zapędził się za odyńcem, ranił go, a potem musiał umykać na wielki krzew kruszyny. W miejscu swojego ocalenia postawił później kościół, a potem przeniósł tu swoją siedzibę.
Między Kruszyną a Borownem stoi w polu obelisk dla upamiętnienia samobójczej śmierci syna Kacpra Denhoffa, któremu nie pozwolił się żenić z Barbarą Szafraniec (w podaniach występują różne imiona: Anna, Barbara,Hanna), córką dzierżawcy pobliskich Bogusławic. Denhoff spoił parobków, każąc im spalić dworek Szafrańców wraz z uwięzioną w nim rodziną. Syn, zobaczywszy łunę wskoczył na konia, jednak było już za późno. Oszalały z bólu po śmierci ukochanej strzelił sobie w głowę. Załamany samobójstwem syna Kasper Denhoff wybudował w parku pałacowym samotnię, w której później zamieszkał. Inne przekazy mówią, że z samotni wiódł tajny, podziemny korytarz do pałacu, gdzie Denhoff bawił się nocami.

## Pałac w Kruszynie
Rezydencję w stylu wczesnobarokowym zbudowano około roku 1630 dla Kacpra Denhoffa. Po ślubie króla Michała Korybuta Wiśniowieckiego z Eleonorą Habsburg na Jasnej Górze 27 lutego 1670 roku odbyła się w tym pałacu pierwsza część ich uroczystości weselnej.. W XIX wieku pałac został częściowo przebudowany.
Po II wojnie światowej w pałacu znajdował się jakiś czas Dom Dziecka, później pałac i park uległy dewastacji.
Ustawa z 1980 r. zezwala na sprzedaż zabytków po niższej cenie zobowiązując nabywcę, że w ciągu 4 lat doprowadzi go do stanu używalności. Na jej podstawie nabył pałac potomek byłych właścicieli, zamieszkały w Krakowie Stanisław Lubomirski. Zaczęło się poszukiwanie sponsorów, chcących zainwestować w renowację pałacu.
Cały zabytkowy zespół pałacowo-parkowy miała przejąć Fundacja Lady Sue Ryder. Miał tu najprawdopodobniej znaleźć pomieszczenia „Dom Sanatoryjno-Szpitalny dla Niepełnosprawnych Fundacji Lady Ryder”. Do chwili obecnej obiekt ten nie jest udostępniony dla zwiedzających (2015), natomiast większa część zabudowy pałacowej pozostaje w ruinie. 
27 grudnia 1967 roku wpisano do rejestru zabytków:
- pałac z 1630 roku, przebudowany w 1867 roku
- kaplicę Sobieskiego z 2 połowy XVII wieku
- pustelnię Denhoffa z 2 połowy XVII wieku
- oficynę Lubomirskich z wieżą zachodnią z 2 połowy XIX wieku
- budynek gospodarczy z wieżą wschodnią z przełomu XIX i XX wieku

W 1946 roku i ponownie w 1967 wpisano do rejestru park z XVII i XIX wieku, a w 1974 roku wpisano aleje dojazdowe z XIX wieku.

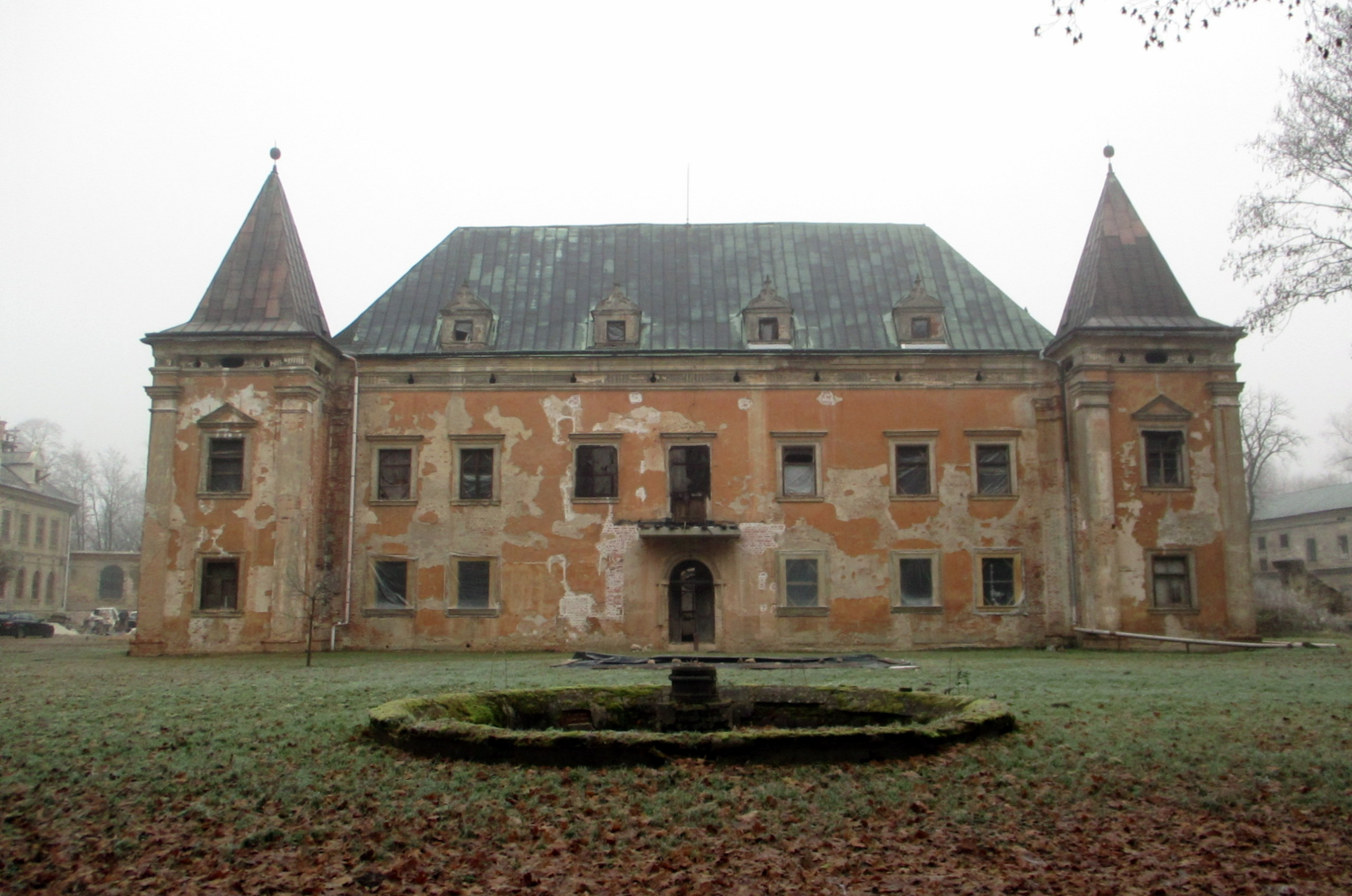
Pałac w Kruszynie
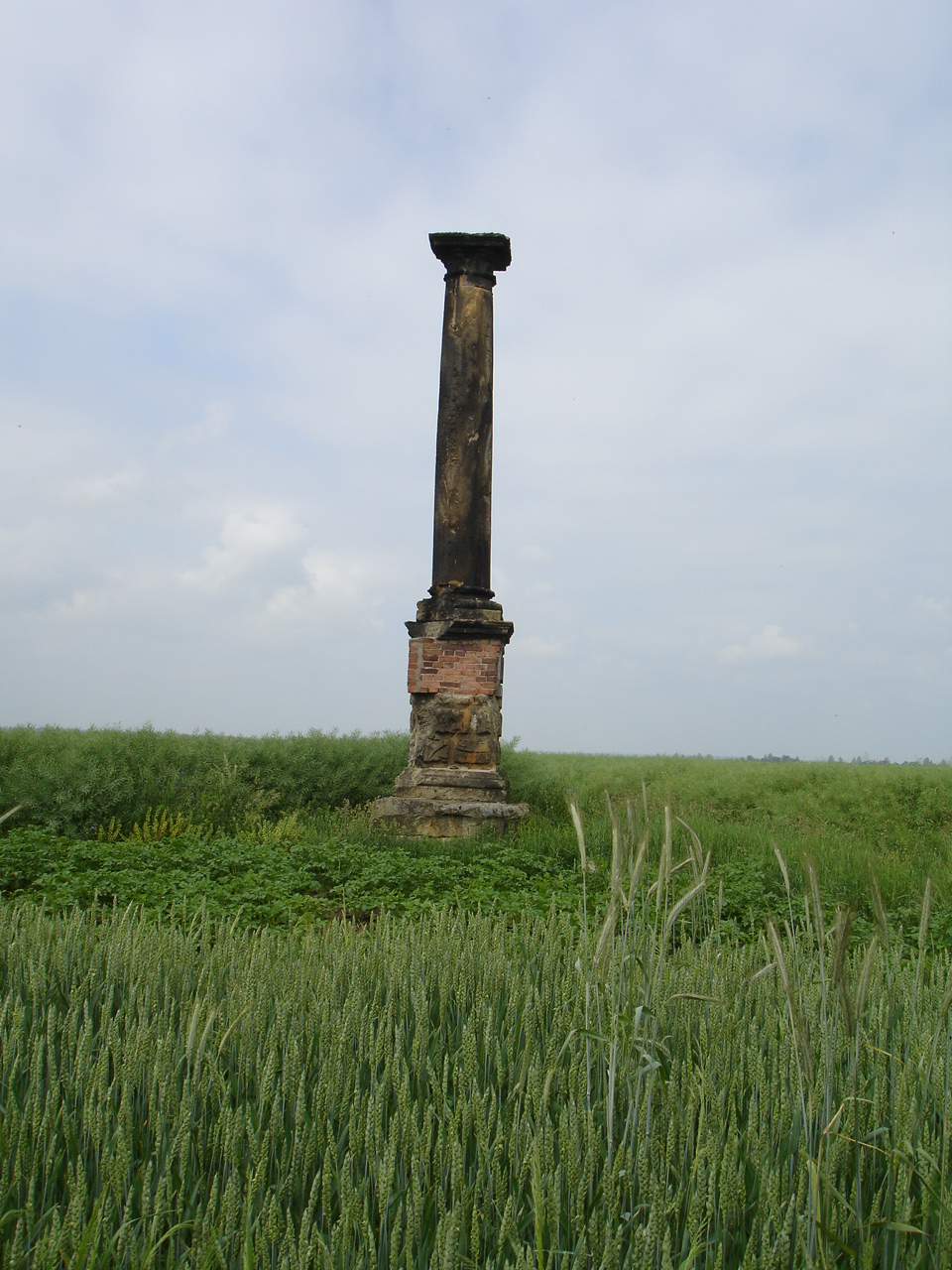
Obelisk upamiętniający samobójczą śmierć jedynego syna Kacpra Denhoffa